# Llista de personatges de Bola de Drac
Aquesta és una llista alfabètica de personatges de les sèries de Bola de Drac.

## A

### A-13
Androide creat després de la mort del Dr. Guero per l'ordinador. En la pel·lícula dels tres grans superguerrers lluita contra en Son Goku. Es fusiona amb els androides A-14 i A-15 per fer un androide molt més poderós. En Goku el guanya fent servir la força suprema.

### A-14
Com l'A-13, creat després de la mort del Dr. Guero. En Trunks del futur el guanya amb una mica de dificultat però amb facilitat després de transformar-se en superguerrer.

### A-15
Com els dos anteriors. El guanya en Vegeta amb facilitat en l'estat de superguerrer.

### A-16
Androide creat pel Dr. Guero. Aquest androide és diferent dels altres. És pacífic i estima els animals. El destrueix en Cèl·lula, tot seguit en Son Gohan es transforma en superguerrer de segon nivell.

### A-17
Androide 17 era un humà igual que la seva germana, Número 18, abans de ser androide la seva ocupació era de lladre. Va ser sorprès pel Dr. Guero i el va segrestar, per això els androides 17 i 18 l'odien. Després del seu canvi d'humà a androide li van inserir un xip pel Dr. Gero, amb l'únic objectiu de destruir Goku, ja que havia destruït l'Exèrcit de la Cinta Vermella. En el seu cos li havien col·locat un mecanisme per detenir-lo en qualsevol moment i es trobava adormit en la seva càpsula. Quan el Dr. Gero decidir despertar de nou 17 es va encarregar de destruir el control que el tornaria a tancar, però la seva rebel·lia era tal que va matar el seu propi creador, qui el considerava defectuós, ja que no volia ser esclau de ningú.

### A-18
L'androide A-18 és un personatge de la sèrie Bola de Drac Z. És un dels androides creats pel Doctor Gero per matar en Son Goku, juntament amb els androides A-16 i A-17, el seu germà bessó. També l'absorbeix en Cèl·lula, però en Son Gohan el fa expulsar. Després del combat amb en Cèl·lula es casa amb en Krilin, que abans estava amb la Maron, i tenen una filla, l'Arasa. El seu aspecte és d'una noia molt maca, cabells rossos i llisos, ulls blaus i pell clara. La roba és un dels seus gustos preferits.

### A-19
Androide creat pel Doctor Gero. Amb el Doctor Gero destrueixen una ciutat i malferixen a en Yamcha. Derrota en Goku per la seva malaltia i és eliminat per en Vegeta amb el seu big-bang.

### A-20
És el doctor Guero transformat en androide. És eliminat per l'A-17.

## B

### Baba la vident
És una vident que ofereix els seus serveis a canvi d'una gran suma de diners o si guanyen als seus 5 guerrers. És la germana del Follet Tortuga, Mutenroshi.

### Babidí
És un mag malvat fill d'en Bibidí, el qual va començar un projecte que no va acabar; fer el Monstre Buu. Els noms dels tres personatges provenen del famós conjur de la Ventafocs.

### Banda dels Conills
La Banda dels Conills és una multitud que persegueix Fungus Town, del qual els residents estan aterrits. Els vilatans els tenen tant por que quan la Bulma portava una disfressa de conillet , la van deixar agafar objectes de les botigues gratis, sense voler fer-se mal.

### Bardock
En Bardock (バーダック, Bādakku, Bardock) és un Guerrer de l'Espai (サイヤ人, Saiyajin), i es pare d'en Raditz i d'en Kakarot (Goku). Va morir en la destrucció del Planeta Vegeta. En Frízer, el destructor d'aquest planeta, deia a tots els qui havien sobreviscut que havia estat un accident d'un meteorit. En Bardock, abans de morir, cridà en Kakarot per tal que vengés els Guerrers de l'Espai i el Planeta Vegeta. En les pel·lícules surt com ell sol va cap a la nau d'en Frízer per impedir que aquest destrueixi el seu planeta, però la seva missió fracassa en ser mort per la gran bola d'energia que també fa miques el Planeta Vegeta.

### Bee
Cadell de gos trobat per en Buu amb una pota trencada, en Buu el cura i més tard uns criminals el maten, en Buu el reviu finalment.

### Bibidi
Pare del mag Babidi i creador del Monstre Buu. Els noms dels tres personatges provenen del famós conjur de la Ventafocs.

### Bio Broly
És un clon d'un altre personatge, en Broly. Es desfigura i provoca el caos a un laboratori de l'illa, a la pel·lícula 11 de Bola de Drac. En Bio Broly és vençut quan l'aigua de l'oceà el fa solidificar i tornar-se pedra a causa d'uns components químics. Tot seguit en Son Goten i en Trunks el destrueixen.

### Bora
És un indi poderós que viu a la base de la Torre Sagrada amb el seu fill Upà. És musculós, alt i un home de poques paraules. Es desfà del Coronel Groc (de l'Exèrcit de la Cinta Vermella) tot sol, però més tard és assassinat per en Tao Pai Pai quan aquest el travessa amb una llança. Lluita com un dimoni. Potser és més poderós que en Goku al moment de la seva mort. Quan el drac Shenron apareix, en Goku demana que en Bora ressusciti. Durant els últims episodis de Bola de Drac Z es veu en Bora amb el seu fill. En Bora és una mena d'exemple de noblesa salvatge.

### Bra
És filla de Vegeta i Bulma, és una noia amb els cabells blaus. No apareix molt sovint a la sèrie, però en un dels capítols de Bola de Drac GT, posseïda ajuda a Baby amb els altres personatges per donar-li l'energia. Té els cabells blaus com sa mare.

### Bulma
És un dels personatges més importants de l'anime i el manga, ja que surt des del primer episodi en el qual explica a en Goku la llegenda de les Boles de Drac. Doblada al català per l'actriu Montse Anfruns. Va ser doblat al català central per Ana Pallejà (episodis 1-26) i Roser Contreras (la resta), i al valencià central per Montse Anfruns.

### Buu petit
No és el Buu més poderós però és el que no té pietat amb ningú per això es creu que és el més poderós. És creat a partir de l'absorció d'un déu quan la seva forma encara era Super Buu. En aquesta forma Buu és quasi imparable, prou esforços fa Goku per sobreviure i destruir-lo amb el poder de la seva bola Genki.

### Burter
Burter (バータ, Bāta) és un extraterrestre amb la pell de color blau. El seu nom prové d'una deformació de l'anglès Butter (バター, Batā, Mantega). A Burter no li toca lluitar a cap combat i presencia els combats junt amb Jheese. Però darrere l'arribada de Goku, que derrota amb facilitat a Recoome, Burter va haver de lluitar seriosament junt amb Jheese. A la meitat del combat, Goku li demostra que era més rápid i más fort que Burter i li va guanyar amb dos colps. Però Burter no havia mort, sinó que queda noquejat pels colps, Vegeta el remata trencant-li el coll d'una genollada.

## C

### Cèl·lula
En Cèl·lula (セル, Seru, Cell) és un personatge de la sèrie Bola de Drac Z. És un bioandroide creat pel Doctor Gero a partir de les cèl·lules d'en Son Goku, en Vegeta, en Cor Petit Jr, en Frízer i el seu pare, en Rei Cold. El principal personatge prové del futur on els androides 17 i 18 creen un caos. En Cèl·lula va matar el Trunks del futur (que havia destruït els androides) d'aquella època i li va robar la seva màquina del temps i va tornar a la seva forma d'ou: va viatjar un any abans de l'arribada d'en Frízer i el seu pare. Va despertar quan els androides van ser activats al present (on es remunta tot l'argument del manga i la sèrie). El seu principal objectiu és absorbir els androides 17 i 18 per tenir la seva forma perfecta, per això passa per diverses transformacions. La primera transformació recorda a un pregadéu humanoide. Al cap té una espècie de cuirassa amb dues banyes i la boca, que és de color taronja, sembla la mascara que utilitzen els metges. Té les mans i els peus iguals amb tres dits (Cinc a l'anime), la pell és de color verd fosc,(en altres parts més clara) amb petites taques negres, dues ales, i una cua llarga amb un fibló (Pel qual absorbeix gent i els dos androides). És la seva forma en edat adulta i sense absorbir cap androide. La seva capacitat de combat és lleugerament inferior a la dels androides A-17 i A-18. La segona transformació és la seva forma en absorbir l'androide 17. La seva grandària i poder augmenten considerablement i posseeix una forma una mica més humana. La boca es torna negra amb uns llavis rosats, la cuirassa del cap i les ales desapareixen, les banyes adquireixen una forma més vertical i els peus adopten forma de sabata. Al principi sembla invencible però quan troba a l'androide 18, en Vegeta i en Trancs, el poden derrotar sense gaire esforç, degut al seu entrenament a la Sala de l'Esperit del Temps. En la forma perfecta la cara adopta una forma més humana i de color blanc, (també ho són les mans), la grandària disminueix, les ales apareixen de nou, són de color negre brillant, la pell del cos és verd clar amb petites taques negres i en algunes parts(espatlles, pit i cames) són negres brillants, la cua es torna curta perquè no la necessita. Amb aquesta forma ningú el pot derrotar i decideix fer un Torneig de lluita en el qual tothom pot participar contra ell. El primer a lluitar és Satan però el treu del ring en pocs segons, després li toca a en Son Goku: la lluita està molt igualada pels dos contrincants i finalment en Goku es rendeix i fa que en Son Gohan lluiti amb ell. En Gohan li explica que sempre que s'enfadava demostrava un gran poder, i en Cèl·lula intenta enfadar-lo fent-li mal, però no funciona i decideix atacar als seus amics amb uns clons petits de color blau clar. L'androide 16 intenta autodestruir-se però la seva bomba ha sigut desactivada i el mata. El cap de l'androide aconsella a Son Gohan que alliberi tot el seu poder, però en Cèl·lula trepitja el cap del robot i insulta aquest. Això fa que Son Gohan es transformi en un Super Guerrer de nivell 2 i els clons són assassinats per ell. També fa que en Cèl·lula estigui desesperat per la seva força i fa vomitar a l'androide 18 (que després es casaria amb en Krilín) amb un cop a l'estómac tornant a la seva segona transformació. Cèl·lula Super Perfecte: És pràcticament igual al perfecte però amb molt més poder (sol tenir uns raigs al voltant). Després de tornar a la segona forma decideix autodestruir-se fent explotar la Terra, però en Son Goku utilitzant el Canvi de lloc Instantani el duu al planeta del Kaito del Nord matant a en Goku, en Kaito i els altres. Però un nucli del seu cap sobreviu a l'explosió i es regenera com en Cor Petit, i té la seva forma perfecta pel fet que els Guerrers de l'Espai tenen la capacitat de millorar les seves habilitats quan sobreviuen a la mort i utilitza el Canvi de lloc instantani que ha après en veure-li utilitzar a en Son Goku per tornar a la Terra. Durant el seu retorn mata a en Trancs amb una tècnica d'en Frízer i fa xocar dos Kamehamehas entre ell i en Gohan. El seu oponent té l'ajuda de l'esperit del seu pare animant-lo però sembla que perd fins, que en Vegeta li llança un atac d'energia a en Cèl·lula i en Gohan aprofita per matar-lo i desintegrar-lo. Val a dir que en l'anime aquests atacs per distreure en Cèl·lula també els realitzen en Cor Petit, Ten Shin, Krilin i en Iamxa. Les seves víctimes (incloent-hi en Trancs) són ressuscitades per les Boles de Drac. En Trancs torna a la seva època, mata als androides i finalment en Cèl·lula amb la seva primera forma, que pretenia tornar al passat per absorbir els androides.

### Cooler
És el germà d'en Frízer.

### Cold
És el pare d'en Frízer. Apareix breument i el mata en Trunks.

### Cor Petit (o Cor Menut), Gran Rei dels Dimonis
Cor Petit, Gran Rei dels Dimonis, és un personatge de la sèrie Bola de Drac. És un dels principals enemics d'en Son Goku. A la versió valenciana emesa per Canal 9 s'anomena Cor Menut. En llengua namekiana, Cor Petit (Piccolo) significa Altre món. Piccolo Daimaō (ピッコロ大魔王, Pikkoro Daimaō, Piccolo, Gran Rei dels Dimonis) és el nom original del personatge, però en català, aquest personatge se'l coneix principalment pel nom rebut per la versió catalana de l'anime: Satanàs Cor Petit, nom provinent de l'anime francès: Satan Petit-Cœur. Al manga, se l'anomena Cor Petit, Gran Rei dels Dimonis. Piccolo (ピッコロ) és una paraula italiana que tant pot significar tant "Petit" com "Flautí". I no és gens estrany que aquest personatge rebi un nom d'un instrument, ja que les seves creacions demoníaques reben també el nom d'instruments: Piano, Tambourine (Pandereta, en anglès), Cymbal (Plateret, en anglès) i Drum (Tambor, en anglès). Així, doncs "Cor Petit" correspon a "Piccolo". Per altra banda, el terme japonès Daimaō (大魔王), és traduït com a "Gran Rei dels Dimonis" a la versió catalana del manga. A l'anime per aquest terme, i per influència de la versió francesa tal com s'ha dit, s'utilitza el terme Satanàs, ja que aquest ésser, en la cultura occidental, està contraposat a "Déu". Quan un gran cataclisme va amenaçar el planeta Namek, un dels seus habitants, anomenat Katattsu, envia el seu fill a la Terra. Quan va ser adult, va voler succeir l'antic Déu de la Terra però, per fer-ho, havia d'expulsar la part malvada del seu ésser. Quan ho va fer, va néixer Cor Petit, Gran Rei dels Dimonis.

### Cor Petit (o Cor Menut) Jr
Fill d'en cor petit, el seu únic objectiu era eliminar a en Goku, però el va ajudar vencent al Raditz encara que en Goku morís.
Abans que arribessin en Nappa i en Vegeta, ell es va entrenar i va entrenar a en Son Gohan durant 6 mesos deixant-lo en un desert i fent que es guanyés el menjar.
Ell és 4 anys més gran que en Son Gohan.

## D

### Dabra
És el rei dels dimonis, va ser posseït per en Babidi i va ser mort per en Bu.

### Daizu
És un dels membres de la banda d'en Tullece. És un personatge extremadament fort, ja que entre ell i la resta de membres de la seva banda venceren tots els guerrers de l'espai, excepte en Goku. Però en Goku el derrota ràpidament.

### Dodoria
És un dels sequaços d'en Frízer, de color rosa i amb un poder alt, acaba mort a mans d'en Vegeta.

### Déu de la Terra
Déu de la Terra (神, Kami, Déu) és un personatge de Bola de Drac. Personatge que té com ajudant el Sr. Popo. Viu al Palau de Déu, per sobre de la Torre Sagrada d'en Karin. El namekià anomenat Katattsu enviaria el seu fill a la Terra. Un dia ja adult, voldria esdevenir Déu i succeir-lo en el tron celeste, per abans ha d'expulsar la seva part malvada del qual en neix en Cor Petit, Gran Rei dels Dimonis. Així ja alliberat de la seva part malvada, ja esdevé Déu de la Terra.

### Doctor Brief
És el pare de la Bulma en el món fictici de Bola de Drac. És un home de cabells blancs, un científic brillant i un dels homes més llestos del món. És el fundador de la Corporació Capsule i el creador de les càpsules hoi-poi, uns objectes molt petits que poden guardar grans coses en el seu interior. El Doctor Briefs no és gairebé mai a casa seva, i normalment apareix arreglant objectes o creant nous invents envoltat d'eines i animals domèstics. Ell i Bulma van arreglar l'Androide 16 durant l'època d'en Cèl·lula. Sol aparèixer amb un gat a les espatlles i una cigarreta a la boca.

### Dr. Guero
Creador dels androides. Treballava per l'Exèrcit de la Cinta Vermella, va sobreviure quan en Goku els va derrotar a tots i va començar a crear tota mena de robot per eliminar a en Goku.

### Dr. Mu
Creador d'en Baby.

## F

### Follet Tortuga (o Geni Tortuga) o Mutenroixi
És el mestre d'arts marcials d'en Son Goku originalment al manga Kame Sen'nin, que vol dir "Ermità Tortuga", és un personatge del manga i anime Bola de Drac, d'Akira Toriyama. Es tracta del vell mestre d'arts marcials que ensinistra a Son Goku i Krilín entre d'altres. Durant molt temps és l'home més fort del món, ensinistrat pel mestre Mutaito i posteriorment per en Karin, el Mixet Murri, l'amo de la Torre Sagrada. És el creador de l'atac més emblemàtic de Son Goku, el Kame Hame Ha (que vol dir "ona de corrent Tortuga"). És calb, porta ulleres de sol, té barba i bigoti blanc i normalment porta una closca de tortuga gegant i molt pesada a l'esquena. Viu a una illa minúscula enmig de l'oceà on només hi ha la seva casa i la tortuga que l'acompanya. Sol ser un home pervertit, li agrada molt llegir revistes de roba de bany o llenceria, mirar noies per la televisió, posar la seva cara als pits de les dones (ho ha fet amb na Bulma, l'androide 18, i entre altres) i fa comentaris pervertits. Va ser doblat al català central per Antonio Crespo, Vicenç Manel Domènech i Josep Maria Mas, i per Francesc Fenollosa al valencià central.

### Forces Especials

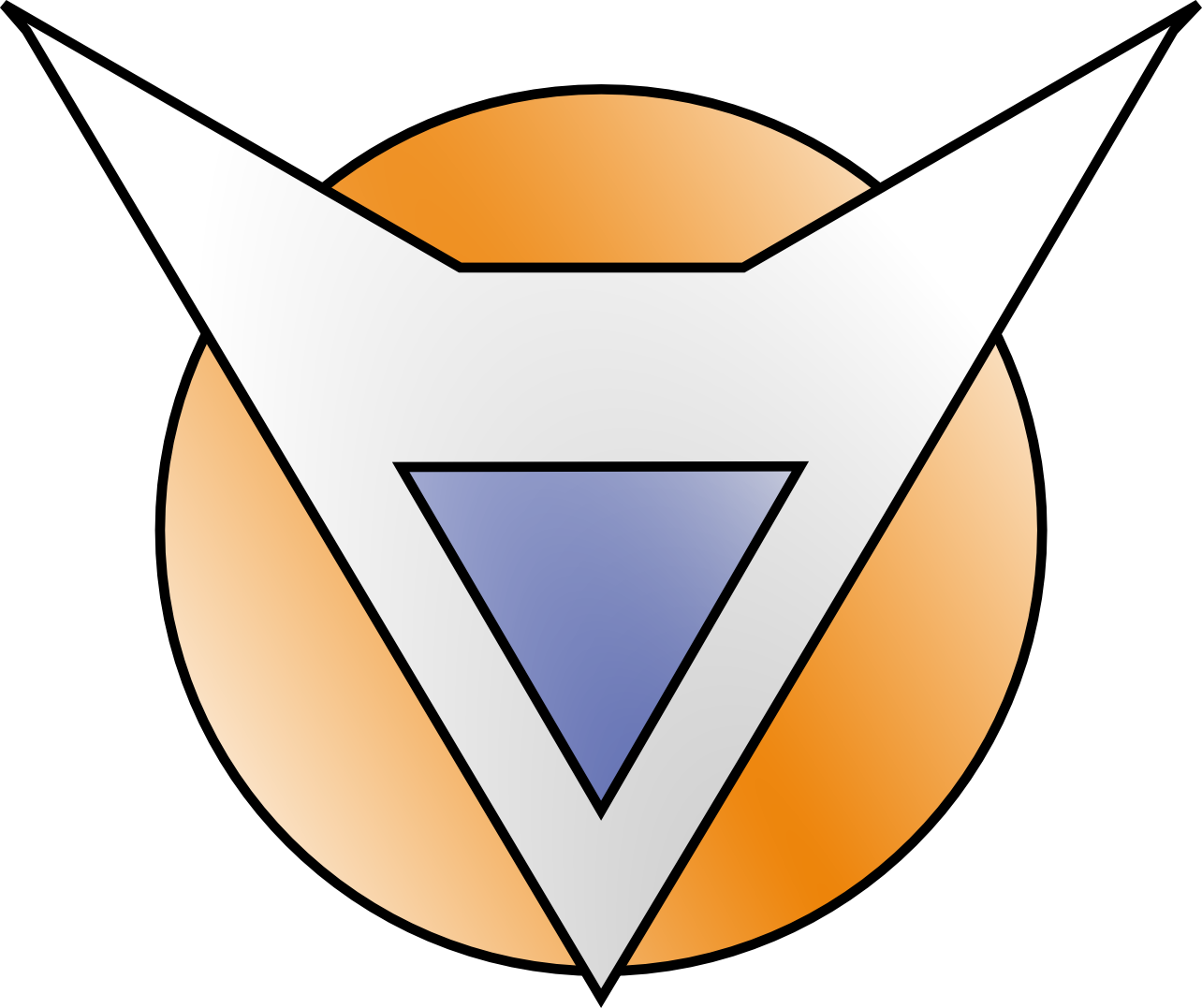
Logotip de les Forces Especials Ginyū.

Forces Especials Ginyü (ギニュー特戦隊, Ginyü Tokusentai) són un grup de personatges ficticis al manga i l'anime Bola de Drac (Dragon Ball). Són un grup de mercenaris sota el comandament de Frízer. Frízer tenia problemes per a reunir les Boles de drac a Namek per culpa de les constants interrupcions de Vegeta, Gohan i Krilin, de manera que va decidir cridar a la brigada especial perquè eliminaren als enemics i li retornaren les Boles de drac que li havien robat. Aquests es trobaven de camí cap al planeta Yadrat, i en arribar a Namek aconseguiren trobar als enemics just abans que invocaren al dragó Polunga. El capita Ginyü (Ginew) va anar emportant-se les Boles de drac i la resta feren un sorteig per a veure a qui li tocava lluitar contra quin enemic.

### Frízer
「フリーザ」És membre d'una raça desconeguda que es pot transformar a formes amb menor poder (que són les que usen habitualment per mantenir el seu poder ocult) i altres amb poder extrem per a situacions de risc. Va ser un gran adversari va sobreviure a la batalla contra en Goku i finalment va ser derrotat per en Trunks.

## G

### General Blue
General de l'Exèrcit de la Cinta Vermella.

### General Red
És el general suprem de l'Exèrcit de la Cinta Vermella.

### Ginue, Ginew (Ginyü)
Ginew (Ginyü) (ギニュー) És un soldat a les ordres de Frízer. És el capità de les forces especials d'en Frízer. La seva ànima passa al cos d'en Goku, després a la d'una granota del planeta Nàmek i després al cos de la Bulma. El seu nom prove d'una deformació del japonès Gyūnyū (牛乳, Llet), és el líder i el més poderós dels cinc guerrers. Ginyü va decidir dur-li a Frízer les Boles de drac que tenien els enemics i deixà als seus soldats que mataren a tots. Quan els seus soldats foren derrotats un per un per Son Goku, Ginyü decidí enfrontar-se a ell. Al combat, Ginyü descobrí que Gokū era infinitament superior a ell i decidí canviar-li el cos. Amb el cós de Goku, Ginyu fou a la nau de Frízer i es va haver d'enfrontar a Krilin i a Gohan, i més tard a Vegeta. Com no sabia controlar el cos de Gokū, Ginyü fou derrotat per Vegita. Ginyü va decidir canviar-li el cos a Vegeta, però Goku s'interposa i tornà al seu cos. Amb el seu cos, Ginyü lluita altra vegada amb Vegeta, però fou derrotat de nou. Ginyü intentà d'utilitzar la seua famosa tècnica, però Goku llança una granota que s'interposà a la trajectòria de la tècnica i, així fou, com Ginyü va acabar al cos de la granota namekiana. A l'anime, Ginyū, amb el cos de la granota namekiana, trobà a Bulma i li va canviar el cos, però més tard torna al cos de la granota quan intentà canviar-li el cos a Cor Petit Jr. El cos de Ginyu (amb l'esperit de la granota dins) fou destruït quan Frízer va destruir Namek. El final de Ginyü continua sent un misteri. Només se sap que fou a la Terra gràcies al desig que concedí Polunga i que no va morir en explotar el planeta Namek, però mai s'ha dit que va ser d'ell, pel que sembla va morir durant la saga de Buu, però no se sap si durant el genocidi que va cometre aquest o quan la terra explota. Té un poder d'unes 120,000 unitats de combat.

### Gogeta
Resultat de la fusió d'en Goku i en Vegeta que s'enfronta amb en Janemba transformat.

### Gogeta 4t nivell
En Goku i en Vegeta amb 4t nivell es fusionen per derrotar el Super Li-Shinron. Amb el seu atac Bigbang-Kamehameha gairebé el destrueixen, malgrat l'esforç es desfusionen.

### Goku júnior
És el rebesnet d'en Goku, i net de la Pan. Apareix un cop al final de Bola de Drac GT, lluitant en un combat contra el rebesnet d'en Vegeta, en Vegeta Júnior. També apareix a l'especial de televisió de Bola de Drac GT. Tot i que té una vuitena part de sang de guerrer de l'espai, té el poder extraordinari per convertir-se en un Superguerrer de l'espai.

### Gotrunks (Gotenks)
És la fusió entre en Son Goten i en Trunks. L'aprenen a fer per la mà d'en Goku, ja que no podien derrotar en Buu. Tot i això fracassen i al final són absorbits pel monstre. La seva tècnica més devastadora són els super fantasmes kamikase.

### Guldo o Gurd
Gurd グルド (Gurudo) és un extraterrestre xicotet i verd. És un del principals subordinats d'en Freezer, té el poder de parar el temps. Tot i que no és massa fort té diferents poders mentals. El seu nom prove d'una deformació de l'anglès Yogurt (ヨーグルトYōguruto, Iogurt). Gurd fou el primer a lluitar, al sorteig li toca lluitar amb Gohan i Krilin. Al començament del combat Gurd queda impressionat pel poder dels rivals. Així i tot, Gurd va aconseguir paralitzar i al mateix moment en què Gurd estava a punt de matar als dos guerrers, Vegita va aparèixer d'improvís i el va decapitar d'un cop tallant-li el coll. Fins i tot decapitat, Gurd insultà a Vegeta per no haver jugat net, i es lamentà d'haver sigut derrotat per un "mico" just abans que Vegeta li desintegrara amb una ràfega de d'energia o ki.

## H

### Hildeganr
És una bèstia gegantina creada per uns mags per destruir l'univers. Juntament amb el seu germà petit, en Tapion l'aconsegueix tancar dins els seus cossos, però és alliberat. En Goku el destrueix amb el puny del drac en tercer nivell.

## I

### Iamxa
En Iamxa (també Yamcha「ヤムチャ」) és un personatge de ficció de la sèrie de còmics manga i dibuixos animats japonesa Bola de Drac, creada per Akira Toriyama l'any 1984. És un dels millors amics d'en Goku. Apareix als primers episodis i és considerat el primer rival d'en Goku. Al principi era un bandit errant al desert i intenta robar les Boles de Drac a na Bulma i en Goku, però té una fòbia a les dones (la qual supera al llarg de la sèrie) cosa que permet que els deixi en pau. A partir d'aquell moment els segueix fins a arribar al palau d'en Pilaf on es converteix en un company de viatge. En va participar en els tres primers Torneigs d'arts Marcials però sempre va perdre en eliminatòries inicials de la fase final. Durant la sèrie i el manga canvia molt el pentinat. Després de la batalla d'en Frízer es torna jugador de beisbol segons l'anime. Abans usava una espasa. A la batalla d'en Bu es retira completament de la lluita. Durant els primers episodis i la batalla d'en Frízer manté una relació amb na Bulma. Sol estar acompanyat d'un gat anomenat Puar que té la capacitat de parlar, flotar i transformar-se.

## J

### Janemba
És un monstre creat a partir d'un noi jove posseït per la maldat de totes les ànimes que van a l'infern. Primer es transforma amb un bebè gegant sobrealimentat. En Goku comet l'error de destrossar-lo i deixar que es transformi. Juntament amb el Vegeta i l'habilitat de la fusió aconsegueixen destruir. En Janeba és capaç de convertir-se en partícules diminutes i canviar de lloc a l'instant.

### Jeyce
Mà dreta d'en Ginue. Part de les forces especials d'en Frizer.

### Jheese
Jheeseジース (Jīsu) és un extraterrestre amb la pell de color roig, amb un llarg cabell blanc. El seu nom prove d'una deformació de l'anglès Cheese (チーズ, Chīzu, Formatge). A Jheese no li toca lluitar contra ningú, pel que es queda mirant els combats junt a Burter. Darrere l'arribada de Goku, Jheese hagué de lluitar seriosament amb aquest junt a Burter després de la derrota de Recoome. Goku els guanya fàcilment, però Jheese va aconseguir sobreviure i anar a comunicar-ho tot el que hi havia succeït al capità Ginyu. Jheese fou testimoni de la derrota de Ginyu i del posterior canvi de cos que realitza el seu capità amb Goku. Després de tornar a la nau de Frízer, Jheese va ser sorprès per un Vegeta recuperat i fou eliminat per un llançament de sobte que li va enviar el seu contrincant.

## K

### Kaito
En Kaito (Kaiou) va entrenar en Goku per derrotar els guerrers de l'espai i li va ensenyar a en Goku la bola Genki i l'atac d'en Kaito.

### Kibito
És l'ajudant fidel d'en kaito shin

### Krilín o Krilin
En Krilín (クリリン, Kuririn), Krilin en la versió valenciana emesa per Canal 9, és un dels personatges de Bola de Drac. És un noi baixet i rapat (durant gairebé tota la sèrie), i el millor amic d'en Goku. Va començar essent company d'en Goku en els entrenaments amb el Follet Tortuga. Aleshores era un ésser mesquí i egoista, que només volia mal a en Goku, però més tard es va convertir en un amic fidel que ho donaria tot per ell. Encara que ara el seu nivell de lluita ha quedat en ridícul enfront dels altres companys de lluites, sempre ha estat entre els guerrers fent front als enemics i ajudant en tot el que ha pogut. Al final de la sèrie, es casa amb l'androide A-18 i té una filla a la qual bateja com el seu primer amor, Marron. Igual que en Son Gohan, ha deixat la lluita, però l'ha deixat per ser un home de negocis. Va ser doblat al català central per Francesc Figuerola, Marta Barbarà i Carles Di Blasi, i al valencià central per Xus Romero.

### Kaito Shin
És el déu dels déus i regna la galàxia del Nord.

## L

### Lunch o Lanx
La Lanx (ランチ, Ranchi) és un personatge del manga i sèrie de dibuixos animats Bola de Drac. És una dona que es transforma quan esternuda. Pot ser una xica molt bona o una dona amb molt mal geni que solia treure les metralletes i disparar-li a tothom sense previ avís. És la minyona del Follet Tortuga, i en Goku i en Krilin la portaren a l'illa del mestre Mutenroixi, ja que aquest els demanà que li duguessin una "dona bonica". Té un problema: cada cop que esternuda, canvia d'una noia calmada i tímida de cabells blau fosc, a una delinqüent assassina que comet crims i robatoris contínuament. Cap de les dues personalitats de la Lanx sap res del que ha fet l'altra, tot i que sí que saben de la seva existència.

## M

### Mai
En les primeres aparicions és aliada del Sr.Pilaf. Més endavant és l'amiga del Trunks del futur i del present perquè el abans el Pilaf demana al drac Shenron que els rejoveneixi.

### Maron
Filla d'en Krilin i A -18

### Mixet Murri o Karin
Mestre Gat blanc, guardià de l'aigua sagrada, que li dona a en Son Goku les mongetes màgiques i el núvol kinton.

### Metal Cooler
Reconstruit per l'estrella Biget al final en Goku amb l'ajuda d'en Vegeta el destrueixen

## N

### Nappa
És un personatge del manga de Bola de Drac i de l'anime de Bola de Drac Z. És un guerrer de l'espai, alt i corpulent i no gaire brillant. Duu el cap afaitat (més endavant es desvela que als guerrers de l'espai mai no els creix el cabell i que, per tant, una vegada afaitat és per sempre). Apareix com a company de Vegeta: junts viatgen a la Terra per aconseguir les boles de drac amb l'objectiu de demanar la vida eterna. El seu nivell de combat és de 4.000 unitats i té un paper significatiu a Bola de Drac Z, tot i morir molt aviat, principalment perquè contra ell moren Iamxa, Caoz, Ten Shin Han i Cor Petit Jr. En arribar a la Terra s'enfronten amb els companys del Son Goku. En Nappa fa créixer sis Saibamans perquè s'hi enfrontin. En el combat en Yamcha i els Saibamans moren, moment en què en Nappa entra en combat. Primer s'enfronta amb Tenshinhan, fins que Nappa li talla el braç. Tot seguit el Xaos fa un atac suïcida agafant-se a la seva esquena i esclatant però en Nappa surt il·lès. A continuació es proposa acabar amb Ten Shin Han però és atacat per Cor Petit Jr i Krilin ajudats per Son Gohan però aquest darrer, encara un nen, no és capaç d'executar l'atac per por. Tenshinhan l'ataca una darrera vegada immolant-se també però només aconsegueix fer-li malbé l'armadura i ferir-lo lleument. Nappa llavors pretén acabar amb Satanàs i Krilin però en Vegeta li para els peus per a esperar en Goku. Tres hores més tard el combat torna a començar: Krilin el distreu mentre Cor Peit Jr li agafa la cua (la qual cosa debilita als guerrers de l'espai), però Nappa està entrenat per no veure's afectat en aquest cas i la tàctica no funciona. Nappa inhabilita en Cor Petit Jr amb un cop al cap i centra els seus atacs en Gohan i Krilin fins a intentar acabar amb Gohan amb una ona d'energia que atura Cor Petit Jr sacrificant la seva vida. En Gohan, enrabiat concentra tota la seva energia en un atac, l'"Ona de Llum Diabolica" (Masenko) que en Nappa evita. Finalment, abans que pugui acabar amb Gohan, arriba Goku. Contra Goku, Nappa és incapaç ni de colpejar-lo, ni tan sols amb el seu atac més poderós pot afectar-lo. En Vegeta, tip de la seva incompetència li diu que pari i en Nappa llavors torna a atacar Krilin i Gohan, però Goku el para amb un fort cop. Goku llença en Nappa, incpaça de moure's, als peus de Vegeta i aquest, com a castic per fracassar, el llença a l'aire i el vaporitza. Torna a aparèixer a Bola de Drac GT, els villans de l'Infern queden alliberats, i torna a ser destruït per Vegeta. També apareix als videojocs: Dragon Ball Z: Budokai, Dragon Ball Z: Budokai 2, Dragon Ball Z: Budokai 3 i Dragon Ball Z: Budokai Tenkaichi

## P

### Pan
La Pan és la neta d'en Goku a la sèrie Bola de Drac. És la filla d'en Son Gohan i la Vídel. Té sang de superguerrer, però no té prou energia per convertir-se. Apareix per primer cop al final de Bola de Drac Z, quan participa en un torneig d'arts marcials. A la saga Bola de Drac GT té un paper de coprotagonista, on ajuda a buscar les boles de drac a en Trancs i en Son Goku per tot l'univers. En l'últim capítol de Bola de Drac GT, surt de gran entrenant al seu net per convertir-se en super guerrer i ho aconsegueix.
| Rei Giuma | Rei Giuma | Rei Giuma | Rei Giuma | Rei Giuma | Rei Giuma |                |           |           |           | Avi Son Gohan | Avi Son Gohan | Avi Son Gohan | Avi Son Gohan | Avi Son Gohan | Avi Son Gohan |           |           |          |          | Bardock  | Bardock  | Bardock | Bardock | Bardock | Bardock |        |        |        |        |  |  |       |       |       |       |       |       |
| Rei Giuma | Rei Giuma | Rei Giuma | Rei Giuma | Rei Giuma | Rei Giuma | Avi adoptiu -> |           |           |           | Avi Son Gohan | Avi Son Gohan | Avi Son Gohan | Avi Son Gohan | Avi Son Gohan | Avi Son Gohan |           |           |          |          | Bardock  | Bardock  | Bardock | Bardock | Bardock | Bardock |        |        |        |        |  |  |       |       |       |       |       |       |
|           |           |           |           |           |           |                |           |           |           |               |               |               |               |               |               |           |           |          |          |          |          |         |         |         |         |        |        |        |        |  |  |       |       |       |       |       |       |
| Xixi      | Xixi      | Xixi      | Xixi      | Xixi      | Xixi      |                |           |           |           |               |               |               |               |               |               | Son Goku  | Son Goku  | Son Goku | Son Goku | Son Goku | Son Goku |         |         | Radits  | Radits  | Radits | Radits | Radits | Radits |  |  | Satan | Satan | Satan | Satan | Satan | Satan |
| Xixi      | Xixi      | Xixi      | Xixi      | Xixi      | Xixi      |                |           |           |           |               |               |               |               |               |               | Son Goku  | Son Goku  | Son Goku | Son Goku | Son Goku | Son Goku |         |         | Radits  | Radits  | Radits | Radits | Radits | Radits |  |  | Satan | Satan | Satan | Satan | Satan | Satan |
|           |           |           |           |           |           |                |           |           |           |               |               |               |               |               |               |           |           |          |          |          |          |         |         |         |         |        |        |        |        |  |  |       |       |       |       |       |       |
|           |           |           |           |           |           |                |           |           |           |               |               |               |               |               |               |           |           |          |          |          |          |         |         |         |         |        |        |        |        |  |  |       |       |       |       |       |       |
|           |           |           |           | Son Goten | Son Goten | Son Goten      | Son Goten | Son Goten | Son Goten |               |               | Son Gohan     | Son Gohan     | Son Gohan     | Son Gohan     | Son Gohan | Son Gohan |          |          |          |          |         |         |         |         |        |        |        |        |  |  | Vídel | Vídel | Vídel | Vídel | Vídel | Vídel |
|           |           |           |           | Son Goten | Son Goten | Son Goten      | Son Goten | Son Goten | Son Goten |               |               | Son Gohan     | Son Gohan     | Son Gohan     | Son Gohan     | Son Gohan | Son Gohan |          |          |          |          |         |         |         |         |        |        |        |        |  |  | Vídel | Vídel | Vídel | Vídel | Vídel | Vídel |
|           |           |           |           |           |           |                |           |           |           |               |               |               |               |               |               |           |           |          |          |          |          | Pan     |         |         |         |        |        |        |        |  |  |       |       |       |       |       |       |

### Paragus
És un guerrer de l'espai i el pare d'en Broly. El seu nom prové d'espàrrec (en anglès, asparagus). Gairebé fou aniquilat quan en Freeza destruí el planeta Vegeta. Tanmateix, l'energia latent del seu fill Broly li permeté escapar-se. En Paragus és incapaç de controlar el poder del seu fill quan el noi ja ha crescut una mica, o sigui que fa crear un aparell de control per un científic que es col·loca sobre en Broly mentre dorm. Fent servir aquest aparell, en Paragus controla en Broly com una eina de destrucció per tal de tenir una mena de control de l'univers. Però l'immens poder del seu fill Broly fa que sigui impossible controlar-ho i l'acaba matant.

### Emperador Pilaf, o simplement Pilaf
És un monstre molt baixet de pell violeta que somia malaltíssament en tenir més poder i dominar el món. És un emperador pel fet que té una corona i un castell, però realment no governa pràcticament res. Topa amb en Son Goku per primer cop a l'inici de la sèrie per una disputa per robar-li les boles de drac que vol aconseguir per controlar el món.

### Senyor Popo
És un personatge de ficció del manga i anime Bola de Drac, creada per Akira Toriyama l'any 1984. És l'ajudant del Déu de la Terra a la sèrie Bola de Drac, estant encarregat d'atendre els visitants. A la sèrie, ensenya a en Son Goku la Sala de l'Esperit del Temps. És representat amb forma d'un home gras de color negre intens, llavis vermells i vestit amb roba de la cultura àrab: no té nas i els ulls són rodons i petits.

### Puar
És un personatge amic d'en Iamxa. Al principi de la sèrie era enemic de Son Goku però així com avancen els esdeveniments passen a ser amics i companys d'aventures durant la primera recerca de les Boles de Drac. El seu nom prové d'un tipus de te (Pu-erh). És un ésser similar a un gat blau que té la capacitat de volar i de convertir-se amb qualsevol cosa. A diferència de n'Ulong, ell sí que pot mantir la forma que desitgi durant un temps il·limitat.
Va néixer l'any 743 i de petit va estudiar junt amb n'Ulong al Nanbu Henshin Yōchien (南部変身幼稚園) que significa parvulari de transformació del sud. Allà van aprendre les seues habilitats. Després d'acabar el curs va convertir-se en company inseparable d'en Iamxa quan aquest es dedicava a assaltar viatgers al desert. En un dels seus molts atracaments, en Puar es va retrobar amb n'Ulong, i amb els seus companys: en Son Goku i na Bulma.

## R

### Recoome
És un extraterrestre que te l'aparença d'un humà alt i musculós. El seu nom prove d'una deformació de l'anglès Cream. Recoome fou el segon a lluitar, al sorteig li va tocar lluitar amb en Vegeta. No l'afecta que Vegeta mati a traïció a Gurd, això demostra que no l'importaven massa els seus companys. Recoome derrotà amb facilitat al príncep dels guerrers i, més tarde, a Krilín i Gohan. Però quan arribà Gokū fou derrotat fàcilment. Gokū només el deixà inconscient, seria Vegeta qui el remataria amb una potent ràfega de ki. En l'anime fou utilitzat per Kaiō Sama, al Més Enllà, com entrenament per al difunt Iamxa, qui li va guanyar i l'envia a l'infern.

### Rei Giuma o Ox Satan
És un personatge del manga i anime de Bola de Drac. És el pare de la Xixi, i va ser deixeble del Follet Tortuga. Viu al seu castell del Mont Frypan. Està inspirat en Niúmówáng (el rei dels dimonis), un dels personatges de Viatge a l'Oest. En un principi és presentat com una mena d'ogre immens, vestit de manera ferotge i brandant una gran destral que protegeix els tresors del seu castell del Mont Frypan, el qual està envoltat en flames, i mata a tot aquell que s'hi acosta. A raó d'això és conegut com el Rei dels Dimonis i la seva desgràcia és fins i tot explicada a les escoles. Havia estat en el passat, alumne del Follet Tortuga, el segon millor després d'en Son Gohan, en paraules seves. Un cop, el Follet Tortuga apaga el foc del seu castell amb un Kame hame ha (destruint al mateix temps i per error el castell i la muntanya de sota) no torna a aparèixer fins que ja és el sogre d'en Son Goku, a l'anime ho fa esporàdicament. Llavors el seu tarannà ha canviat substancialment i ha esdevingut molt afable, vesteix de manera més normal i elegant i duu sempre ulleres i una gorra amb banyes amb el kanji imprès de la bou/vaca (牛, Gyū).

### Rei Vegeta
És el rei de tots els guerrers de l'espai i el pare d'en Vegeta. Probablement fou el guerrer de l'espai més fort a la seva època, però no de tots els temps. El Rei Vegeta s'adona que en Freeza ja no necessita més els guerrers de l'espai. Després d'intentar atacar i desfer-se d'en Freeza, el Rei Vegeta mor.

### Raditz
En Raditz és un Guerrer de l'Espai. És el germà gran d'en Son Goku i el primer fill d'en Bardock, encara que la identitat de la mare d'ambdós és desconeguda. El seu nom prové d'una deformació de l'anglès Radish (ラディッシュ, Radisshu, Rave). Com tots els Guerrers de l'Espai, té un físic remarcable, cabells negres, que en el seu cas són llargs, i una cua llarga i flexible coberta de borrissol castany. Igual que la resta de la seva raça, és capaç de transformar-se en Mico Gegant amb la Lluna plena i sempre usa un dispositiu per detectar el potencial energètic dels seus enemics i adversaris. Es desconeix l'edat exacta d'en Raditz, però hagué d'haver viscut el temps suficient per a conèixer els costums dels Guerrers de l'Espai en profunditat. Deu haver conegut el seu pare, en Bardock, i probablement també el seu germà Kakarot poc després de néixer. Normalment, s'accepta que la seva edat és més avançada que la d'en Vegeta, i que no va ser eliminat per en Frízer, ja que era en un altre planeta en el moment de la destrucció del Planeta Vegeta. En Raditz és un dels pocs Guerrers de l'Espai que va aconseguir sobreviure a la destrucció del Planeta Vegeta, ja que es trobava conquerint un planeta quan això va succeir. A partir d'aquest moment va formar equip amb en Nappa i en Vegeta, ambdós Guerrers de l'Espai d'un nivell molt superior al seu, sent per tant el més feble dels tres. Durant molts anys va seguir treballant al costat dels seus dos companys per en Frízer sense arribar a saber que ell havia estat l'artífex de l'explosió del planeta i de l'extinció de la seva raça. No obstant això, aquest punt varia entre el manga, on mai no ho va saber, i l'anime, on ho descobreix gràcies a Nappa. Mentre era subordinat d'en Vegeta, en Raditz va realitzar moltes missions a les seves ordres i a les ordres d'en Frízer, fins que eventualment va viatjar a la Terra per esbrinar si el seu germà, en Kakarot havia complert la missió que tenia encomanada des que va néixer: la conquesta del planeta per a en Frízer. No obstant això ni el manga ni l'anime especifiquen clarament per què en Raditz triga tant a anar a buscar el seu germà, ja que en Kakarot tenia uns 23 anys quan ambdós es van trobar i en Raditz mai va explicar res al seu germà sobre el seu vassallatge respecte en Frízer, excepte revelar-li la versió oficial dels fets, la del meteorit. No obstant això, en Raditz descobreix que en Kakarot ha perdut la memòria i l'instint assassí dels Guerrers de l'espai, es fa anomenar Son Goku i ho desconeix tot sobre el seu passat i se sent molt més unit a la població local del planeta que a ell i a la resta de la seva raça. Per a en Raditz això suposa un cop dur i un desbaratament dels seus plans, de manera que intenta persuadir el seu germà per a unir-se-li en la destrucció del planeta Terra, però aquest no hi accedeix. Davant la negativa d'en Goku, Raditz segresta en Gohan, el seu nebot, per extorsionar el seu germà. No obstant això el pla no resulta, ja que Goku acaba aliant-se amb en Cor Petit i junts aconsegueixen derrotar en Raditz, amb la mort d'en Goku inclosa. Just abans de la seva mort, el detector d'energia d'en Raditz que es manté en contacte amb els seus companys Nappa i Vegeta, i gràcies a això creu que ells vindran a la Terra perquè puguin venjar-lo. Tot i així, els seus dos companys no consideren que l'esforç valgui la pena i la seva intenció és una altra: aconseguir les boles de drac per aconseguir la immortalitat, i així enfrontar-se a en Frízer. En el joc Dragon Ball Budokai Tenkaichi 2 hi ha una història alternativa anomenada Germans Infausts en la qual en el seu combat contra en Cor Petit es fereix en el cap i perd la memòria i durant la seva recuperació s'entrena amb en Goku quan recupera la seva memòria se sent indecís i en un somni es baralla amb el seu pare Bardock. Després d'aquest somni, en Raditz agafa la seva nau i s'estavella amb les d'en Nappa i la d'en Vegeta impedint així que arribessin a la Terra.

## S

### Satan
Campió mundial d'arts marcials. Pare de la Vídel i avi de la Pan. Tot i ser una persona amb molta força a la Terra, el seu poder és insignificant comparat amb en Son Goku o qualsevol dels seus amics.

### Serippa
A la versió doblada anomenada Fasha, és un personatge de la sèrie Bola de Drac Z. És un guerrer de l'espai i membre d'un grup de mercenaris comandat pel pare d'en Son Goku, en Bardock. Serippa apareix per primer cop durant l'època d'en Frízer. Tal com també feu en Bardock i altres guerrers de l'espai, la Serippa treballà com a mercenària per a en Frízer destruint els habitants dels planetes un per un. Després que en Bardock fos atacat per un dels últims membres supervivents de Kanassa, la Serippa i la tripulació decidiren retornar-lo a la seva terra natal, el Planeta Vegeta, perquè fos curat a les Sales de Recuperació.

### Shenron o Xènron

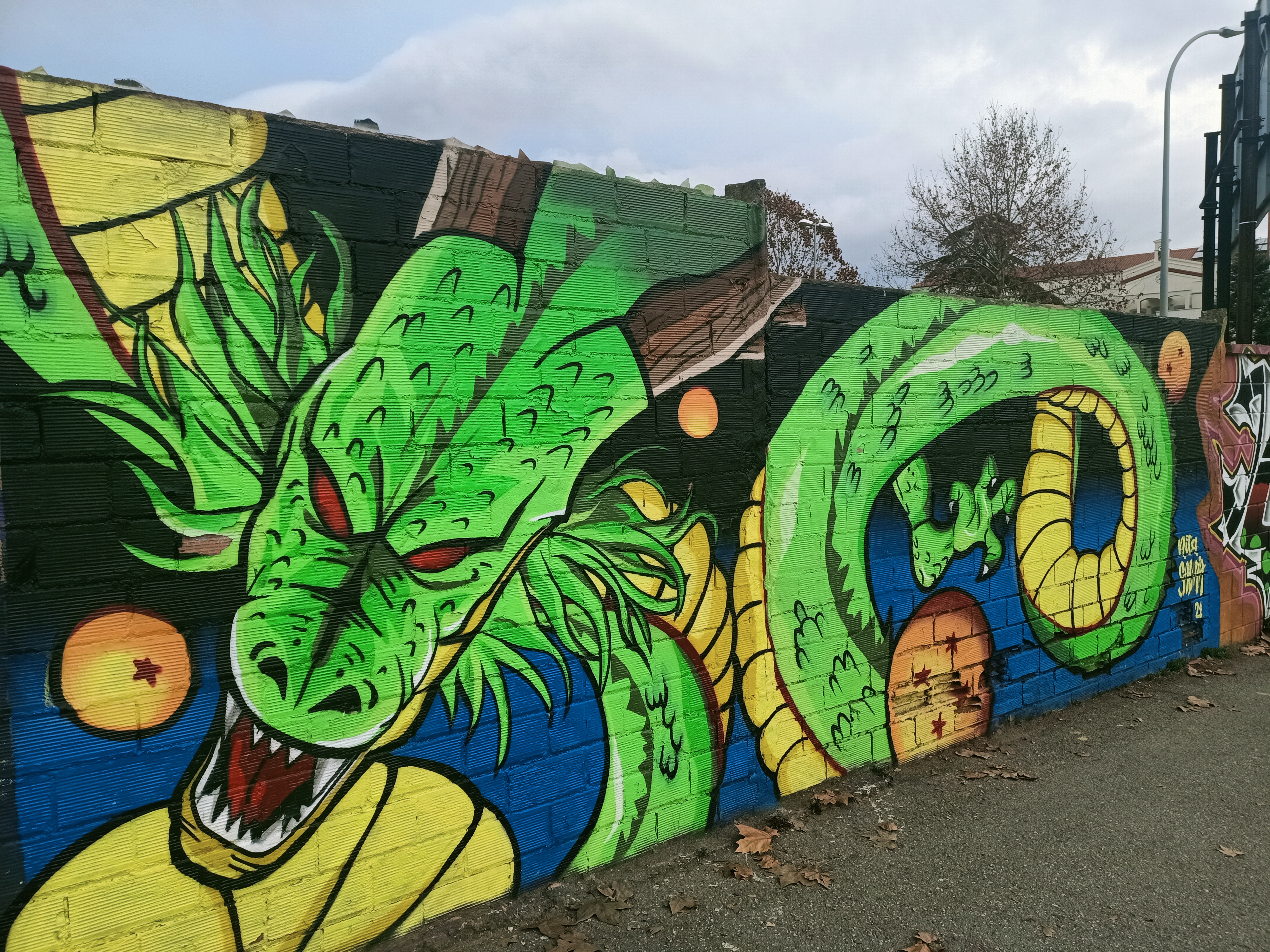
Graffiti del drac Shenron a Vic

És el drac de la Terra que concedeix desitjos quan és invocat després de reunir les set boles de drac. Va ser creat pel Totpoderós i modelat pel Senyor Popo. Se'l menciona per primer cop al primer episodi quan la Bulma li explica la seva història a en Son Goku, però no va ser vist fins al capítol 19 del manga, corresponent al episodi 11 de l'anime. Segons la llegenda, qui reuneixi les set boles de drac pot demanar un desig al drac llegendari de les boles, el drac Shenron. Aquest drac és el que ha permès que la vida dels éssers de llocs afectats pels enemics d'en Goku i companyia (Freezer, Cèl·lula, Bu, etc.) pugui continuar. En principi, només ha de concedir un desig que no pot repetir-se dues vegades, però després que el Déu de la Terra i en Cor Petit Jr s'uneixin, en Dende les va modificar perquè el drac pogués concedir dos desitjos. A l'últim capítol de Bola de Drac GT, un cop derrotat l'Omega Shenron (drac d'una estrella, amb les altres 6 boles al seu interior) en Shenron apareix sense haver estat invocat ni que el cel sigui fosc, dient que, perquè no torni a passar cap més incident, s'han de destruir les boles de drac. El drac Shenron convida en Goku a pujar al seu damunt, i tots dos marxen volant. Durant el viatge, en Goku s'adorm i les boles es fusionen amb ell. Finalment es veu la punta de la cua del drac desapareixent en el no res.

### Shugesh
És un dels membres del grup d'en Bardock. Queda ferit durant una batalla a Oozaru i es revenja destruint l'extraterrestre que l'havia colpejat. El seu nom és una mena de joc amb la paraula "carbassa".

### Senyora Brief
És la mare de la Bulma i l'esposa del Dr. Brief. Sempre intenta flirtejar amb en Son Goku i en Vegeta. No se'n sap gran cosa d'ella, però es caracteritza per ser una rossa ben clenxinada a qui li encanta comprar i menjar pastissos caríssims. Probablement la característica més sorprenent d'aquesta dona és el fet que, pel que fa a l'aspecte físic, sembla com a mínim igual de jove que la seva filla, i a diferència de la Bulma, no sembla envellir-se al pas de la sèrie. El seu nom és desconegut, tot i que és possible que es digui Bunny. Amistosa i xerraire, la senyora Brief sol sortir a casa o prop de la Corporació Càpsula. Li encanta estar acompanyada i rebre visites. No té gaire caràcter, i sempre està a punt per servir pastissets i te. Sembla que no s'adoni dels perills que van apareixent durant la sèrie.

### Son Gohan
Son Gohan (孫 悟 飯) és un personatge fictici de la sèrie de manga Bola de Drac, creada per Akira Toriyama. Gohan és presentat com el primer fill del protagonista  Son Goku i la seva esposa Xixi. Fa la seva primera aparició en el capítol # 196 Kakarrot (カ カ ロ ト Kakarotto), publicat per primera vegada en la revista Weekly Shōnen Jump el 8 d'octubre de 1988.
Biografia
És el primer fill de Son Goku i Chi-Chi, germà major de Son Goten, espòs de Videl, amb qui té una filla anomenada Pan. És meitat Superguerrer i meitat humà. El nom de Gohan és un joc de paraules entre la paraula "gohan" (御飯, menjar, arròs en japonès) i el nom va ser donat pel seu pare en honor al seu avi adoptiu Son Gohan. En la saga de Cel·lula va prendre un rol important ja que ell va acabar vencedor amb la batalla amb Cel·lula. En la saga de Buu també va prendre un rol important en una de les batalles amb Buu en la qual va despertar la seva poder amagat gràcies al suprem Kaio-Sama de fa 15 generacions. En la saga de Bola De Drac Super inicialment té un paper secundari en haver-se allunyat de les arts marcials i dedicant-se a ser un erudit, però malgrat no entrenar pot transformar-se com Superguerrer. Gohan encara utilitza el seu vestit de Gran Saiyaman ja que Videl li ho permet i gaudeix de les seves poses ridícules per a alguns; té un gran amor cap a la seva esposa Videl i la seva filla Pa, ja que ell sempre es rendiria davant elles tal com ho va dir Videl en el capítol 74. Passa a tenir un paper principal en ser un dels 10 guerrers participants. Va entrenar amb Cor Petit va treure el seu poder adormit per a després tenir una batalla amb el seu pare, en la qual va barallar amb tot el seu poder però va ser derrocat per Goku.
Crítica
Gohan va resultar el personatge més estimat de Bola De Drac segons una enquesta realitzada en 1993 entre els lectors del Weekly Shōnen Jump i també va resultar el tercer personatge més votat pels seguidors de la sèrie en una enquesta realitzada en 2004 per al llibre Dragon Ball Forever. La popularitat del personatge va portar a la creació de figures d'acció, videojocs i articles de vestimenta amb la seva figura, entre d'altres, comercialitzats tant al Japó com en diferents països del món. L'actriu de veu responsable de doblegar al personatge de Gohan, Masako Nozawa, va declarar en 1997 que el seu episodi favorit per a doblegar va ser el capítol 9 de Bola De Drac Z, titulat Perdoni'm senyor Robot, llàgrimes que desapareixen en el desert. Va merèixer comentaris positius la relació de Gohan amb el seu mentor Cor Petit durant la Saga dels Superguerrers, elogiada per la seva "complexitat" i per "culminar en un moment veritablement emotiu i inspirador que no se sol esperar de la sèrie d'anime mitjana". Tomoko Hiroki de Bandai Namco va considerar a Gohan el seu personatge preferit de la sèrie.
La major part de la crítica positiva al personatge de Gohan es relaciona amb el seu paper en la Saga de Cel·lula de Bola De Drac  Z. El comentarista d'IGN D. F. Smith va apreciar que durant els Cell Games Gohan rebés més temps en pantalla que Goku i va elogiar les seves escenes com els moments més distintius d'aquesta saga Theron Martin de Anime News Network va celebrar el desenvolupament del personatge de Gohan durant els Cell Games conforme creix i es fa més fort.8 Les seves batalles contra Cel·lula durant aquesta saga i la seva transformació en Superguerrer 2 van ser considerats com algunes de les millors de tota la sèrie,910 amb comentaris a més elogiosos sobre la qualitat de l'animació tant Anime Focus com John Begley van considerar que Bola De Drac  Z podria haver conclòs amb la derrota de Cell a les mans de Gohan; per al segon, haver posat terme a la història en aquest moment "hauria donat un dramatisme i tancament que vista retroactivament haurien tingut major sensació de propòsit i profunditat". Luke Ryan Baldock de The Hollywood News va avaluar que l'eix dels Cell Games va ser el progrés del personatge de Gohan fins a arribar a igualar al seu pare Goku en habilitats, considerant que "fascinant veure el desenvolupament de relació" entre tots dos. El crític Nick Hartel va expressar al seu torn el seu grat per la "contínua elevació de Gohan", alguna cosa que "resulta ben resolt des d'un punt de vista narratiu" durant els últims episodis de la Saga de Cel·lula. Todd Douglass Jr. va escriure que la sèrie divideix la seva atenció entre les diferents trajectòries de Goku i Gohan, "una forma interessant de manejar el curs de la història que també és important perquè mostra el creixement de Gohan com a persona i com a guerrer".
El paper i el caràcter de Gohan en el tram final de la sèrie van rebre tant crítiques positives com negatives. El crític Michael Zupan va expressar la seva desil·lusió sobre el personatge: "Gohan va saber ser el guerrer més prometedor de la galaxia, amb potencial per a sobrepassar fins i tot al seu pare, Goku... i on està set anys després? Disfressat amb capa verda, calces negres i un casc de Perduts en l'espai per a castigar els lladres?". Animi Focus va trobar graciós la disfressa del Gran Saiyaman i la seva relació "maldestre però sincera" amb Videl, encara que va considerar al mateix temps la trama "poc inspirada, tediosa i molt camusa en contrast amb les aventures d'alt tornat de sagues anteriors". Brad Stephenson va argumentar que el creixement biològic del personatge i la seva major "complexitat emocional" van donar a Bola De Drac  Z "un autèntic sentit de progrés i sentit". Alguns seguidors de la història, no obstant això, van apreciar el to còmic, paròdic i despreocupat de la saga del Gran Saiyaman. Josh Begley va gaudir veure a Gohan tractant de trobar el seu lloc a l'escola secundària i en el seu paper de germà major de Goten, encara que no va trobar graciós la disfressa del Gran Saiyaman i va sentir vergonya aliena pel personatge.20 Al seu torn, Animi Focus es va manifestar sorpresa per la baralla de Gohan contra Majin Boo després que aquest incrementés el seu poder, "una rara oportunitat d'usar els seus músculs" en donar-li a Majin Boo "una pallissa fenomenal".21
Gohan apareix primer en la llista de, "Els deu personatges més desaprofitats de Bola De Drac " escrita per Santiago Rashad, redactor de The Artifice. Rashad argumenta que el paper del personatge va sofrir el revés que els seguidors de la sèrie no volguessin veure'l convertit en el protagonista principal després de la derrota de Cel·lula: "Els seguidors mai ho van acceptar i, per tant, una història que havia de passar a ser la seva mai es va tornar tal". La seva història es va convertir en una subtrama i el personatge es va veure relegat al banc de suplents després de ser el jugador estrella davant Cel·lula".
Sam Leach de Anime News Network va destacar que els seguidors de la sèrie solen fer broma que Cor Petit és una millor figura paterna per a Gohan que el seu veritable pare, Goku, i va tenir la impressió que Bola De Drac  Super el va emfatitzar més encara quan Cor Petit  va tornar a entrenar a Gohan. D'altra banda, Leach va criticar la manera en què Super intenta ensenyar "lliçons de vida" a un Gohan adult. L'autor va considerar un mal recurs de la trama el fet que Cor Petit  tractés a Gohan de "arrogant", tenint en compte la bondat i humilitat que sempre van caracteritzar al personatge.

### Son Gohan (avi d'en Goku)
L'Avi Son Gohan (孫 悟飯, Son Gohan) és l'avi adoptiu d'en Son Goku, al manga i anime de Bola de Drac. En honor seu, en Goku, anomenaria el seu primer fill Son Gohan. A la seva joventut, en Gohan, juntament amb en Giuma, va ser deixeble d'en Follet Tortuga. Ja vell, en Gohan trobà en Goku en una nau espacial quan era tan sols un nadó. L'avi li ensenyà arts marcials i també li va ordenar que no havia de sortir mai de casa quan hi hagués lluna plena, perquè apareixia un monstre. Però un dia, en Goku sortí, mirà la lluna plena i després de transformar-se en un Mico Gegant matà el seu avi, sense ser-ne conscient. Durant un temps, en Goku cregué que l'ànima del seu avi era present a la bola de drac de 4 estrelles. Durant l'últim combat que es fa al temple de Baba la Vident, en Goku lluita contra un guerrer emmascarat, que resulta ser en Gohan, vingut de l'altre món per lluitar contra en Goku.

### Son Goku
És el personatge principal de l'univers de Bola de Drac. És un Guerrer de l'Espai (サイヤ人, Saiyajin) originari del Planeta Vegeta, i el seu nom real és Kakarot (カカロット, Kakarotto). Fill d'en Bardock i germà petit d'en Raditz, és enviat al Planeta Terra per conquerir-lo. Com que és un guerrer de poca categoria, neix amb poc poder. Poc després de marxar del planeta amb una nau espacial, en Frízer destrueix el Planeta Vegeta. Quan arriba a la Terra, un ancià habitant de les muntanyes, en Son Gohan, el recull i l'anomena Son Goku. Al principi, el bebè és molt rebel, però un dia cau per un barranc i es colpeja fortament el cap: a partir d'aleshores es torna un nen molt més amable. Una nit de lluna plena, contravenint les ordres del seu avi, surt a l'exterior de la casa on viuen, transformant-se en Mico Gegant (大猿, Ōzaru), i fora de control, mata el seu avi. Un temps després coneix la Bulma, amb la qual emprèn la recerca de les Boles de drac. En fer-se gran, es casa amb la Xixi i té dos fills, en Son Gohan i en Son Goten. En Son Goku, com a Guerrer de l'Espai que és, posseeix algunes característiques que el fan diferent delss éssers humans; una cua de mico que fa que es transformi, en veure la lluna plena, en Mico Gegant (大猿, Ōzaru) descontrolat i amb un poder destructor immens. Déu la hi talla per evitar aquesta transformació: a Bola de Drac GT però, la recupera. A Bola de Drac Z, en Goku descobreix que ell mateix, transformat en Mico Gegant, va matar el seu avi. Cada vegada que mor i és ressuscitat, la seva força augmenta. Menja en grans quantitats. Envelleix més lentament, per ser jove i apte més temps per a la lluita. Des que comença la sèrie fins que acaba, en Goku va progressant en els seus entrenaments sense parar, arribant a ser en un parell d'ocasions el guerrer més poderós de l'Univers. En Goku ha guanyat molts tornejos. Quan es converteix en "Guerrer de l'espai", el cabell se li torna groc i en algunes ocasions li creix.

### Son Goten
En Son Goten és el segon fill d'en Son Goku i de la Xixi. Neix poc després de la mort del seu pare Son Goku a la batalla contra en Cèl·lula. Apareix a les sagues Bola de Drac Z i Bola de Drac GT. Té el caràcter del seu pare quan era petit i també té gairebé el mateix aspecte físic. Tot i el seu caràcter despistat i de nen petit, posseeix uns grans dons per la lluita i aconsegueix transformar-se en Super Guerrer a una edat molt més jove que el seu pare Son Goku i el seu germà gran Son Gohan. A Dragon Ball GT perd l'interès per les lluites i se centra més en les noies.

### Son Goku Jr.
És el rebesnet de Son Goku i apareix lluitant en un torneig d'arts marcials contra en Vegeta Jr. Se sap transformar en Super Guerrer. A la seva primera aparició, a la pel·lícula Bola de drac cent anys després és molt poruc i no sap transformar-se en Super Guerrer, però després d'una aventura per anar a buscar una bola de drac per curar a la seva àvia Pan, aconsegueix més força de voluntat i es fa més fort.

### Súper A-17
És la fusió de l'A-17 de l'infern i l'A-17 de la Terra. Un és una creació del doctor Guero i l'altre del dr. Mu, el creador d'en Baby.

### Super Buu (Maligne); Super 8 (Núm. 8)
Va ser un dels primers androides creats per l'Exèrcit de la Cinta Vermella. Té una personalitat afable, per la qual cosa els científics de la Cinta Vermella el van considerar un autèntic fracàs. En Super 8 vivia a la torre del General White fins que hi va arribar en Son Goku: quan se li ordena de lluitar contra ell, no només s'hi nega, sinó que ajuda en Goku a creuar el laberint de la torre per arribar al capdamunt. Fa la seva última aparició A Bola de Drac Z quan dona la seva energia a en Goku per fer la bola Genki que derrota en Bu.

## T

### Tarble
És el germà petit d'en Vegeta. La seva única aparició és a la pelicula Ossu! Kaette kita Son Gokū to nakamatachi!! (Tornen en Goku i els seus amics). Degut a la seva poca força i al seu caràcter més aviat tolerant, el seu pare el Rei Vegeta el va destinar a un planeta on els habitants tenen una força de combat limitada. Arriba a la Terra per demanar ajuda al seu germà perquè l'ajudi a derrotar els germans Abo i Cabo.

### Tao Pai Pai
És un assassí professional molt fort. De fet, és considerat, en tota la Terra, com l'assassí més fort del món. En Tao és el responsable de la mort del General Blue, a qui matà només amb la seva llengua. La incompetència d'en Blue i el seu excés de confiança foren els causants de la mort a mans d'aquest terrible assassí. Fou enviat per l'Exèrcit de la Cinta Vermella a matar en Goku i recuperar les boles de drac. Derrotà en Goku molt fàcilment en el seu primer combat i la seva terrible tècnica anomenada Dodonpa quasi el matà de no ser per la Bola de Drac del seu avi que va parar l'atac. Però després que Goku pugés la Torre de Karin, aquest obtingué una força molt més avançada que la de l'assassí. En Tao Pai Pai com a últim recurs utilitzà armes, però en Goku aparentment el va matar amb la seva pròpia granada. Tanmateix, en Tao és reconstruït en cyborg pel seu germà més gran, i competeix al 23è campionat mundial d'arts marcials, on derrota brutalment en Chiaotzu. És derrotat per en Tenshinhan, el seu antic deixeble, al següent combat sense cap mena de problema, i amb molta facilitat.

### Tapion
És un heroi del planeta Konatsu, en la Galàxia del Sud, que va participar en la lluita on el dimoni Hildegarn va ser separat en dues parts. Tapion va absorbir la part superior del monstre i després va ser segellat ell mateix dintre d'una caixa màgica de música i enviat a l'espai perquè el dimoni mai pogués unir-se novament. Tapion posseeix una estranya flauta, amb la qual toca una curiosa melodia que utilitza per a controlar al monstre quan intenta escapar del seu cos, i l'espasa que es va usar per a dividir-lo en dues. Milers d'anys després, el mag Hoi allibera a Tapion de la caixa per a així alliberar també a Hildegarn, però Tapion aconsegueix controlar-lo. No obstant això, finalment Hoi assoleix el seu objectiu i uneix les dues meitats del monstre. Tapion intenta dominar-lo amb la seva flauta, sense èxit. Una vegada derrotat el monstre, gràcies a Son Goku, Bulma construeix una màquina del temps perquè Tapion regressi al seu propi planeta i temps. Abans de partir, Tapion li regala la seva espasa a Trancs.

### Ten Shin Han
És un personatge de Bola de Drac. Es tracta d'un dels principals amics i companys d'en Goku. És representat com un home calb, amb tres ulls (un al front), alt i amb roba que sol ser de color verd. Al principi era un rival perquè es va entrenar amb el mestre grua (rival també d'en Muten Roixi) juntament amb en Xaos. Va participar en el Torneig d'arts Marcials on va eliminar en Iamxa (tot trencant-li la cama per crueltat), en Muten Roixi (disfressat com en Jackie Chun) i va arribar a les finals contra en Goku, que varen sortir de l'estadi i varen caure primer en Goku i després ell. Finalment li dona la meitat de la recompensa a en Goku. Després deixa el seu mestre amb el seu company Xaos i es varen unir a en Muten Roixi i va lluitar contra en Cor Petit, Gran Rei dels Dimonis amb en Goku però no va ser capaç de derrotar-lo pel seu poder. després d'aquesta batalla, va tornar al 23è Torneig d'arts Marcials on va derrotar en Tao Pai Pai cyborg. A Bola de Drac Z, va lluitar contra els guerrers de l'espai, i va ser assassinat per en Nappa i entrenat per en Kaito. A partir d'aquell moment va ser un personatge poc important, però surt de totes formes. Va mantenir una relació amb la Lanx.

### Tora
És un personatge alt, membre del grup d'en Bardock. També té el nom de Toma. És l'única persona amb qui en Bardock té ocasió de parlar quan el seu grup és destruït per en Dodoria i altres homes sota el control d'en Freeza. La diadema tacada de sang que en Bardock duu també la dugué en Tora en forma de llaç al braç quan encara era viu. En Bardock l'hi tragué del braç i se la posà després que aquest morís.

### Tortuga
És el company del Follet Tortuga, amb el qual viu, a la seva illa. És un personatge secundari de la sèrie de dibuixos animats Bola de Drac. Durant Bola de Drac Z celebra el seu 1000è aniversari a l'episodi 117. Al còmic hi apareix poc, però a la sèrie de dibuixos animats hi fa alguns papers. Aparegué per primer cop abandonada, sola i perduda. Collia bolets quan es va perdre de la resta del grup de tortugues i des de llavors caminava sola pel món. En Goku la retorna a l'oceà i ella mateixa presenta en Goku, l'Ulong i la Bulma al Follet Tortuga.

### Toteppo
És un personatge d'un especial de televisió anomenat Bardock: El Pare d'en Goku. És un gran guerrer de l'espai. El seu nom prové de la paraula "patata" (en anglès, potato). Com la resta dels membres de la raça dels guerrers de l'espai en Toteppo treballa com a soldat d'en Frízer, concretament al grup del pare d'en Goku, en Bardock. La personalitat de Toteppo És silenciosa i afamada, ja que només diu unes quantes paraules durant tota la pel·lícula i sovint se'l veu menjant carn o pastís. Després que en Bardock sigui atacat per un dels últims membres de Kanassa, se l'envia de retorn al Planeta Vegeta per recuperar-se a les Cambres de Recuperació, i la resta de membres del grup se'n van a la pròxima missió sense ell. Mor durant un atac, per una explosió a la cara.

### Trancs o Trunks
És un superguerrer fill d'en Vegeta i la Bulma, i ve d'un futur alternatiu on en Goku ha mort d'una malaltia de cor i tots els seus amics han estat destruïts per uns androides creats pel Dr. Gero. Després de la lluita amb Cèl·lula tornarà al seu temps. Més tard neix en Trancs. El fill d'en Vegeta i la Bulma té un caràcter que no té res a veure amb el del Trancs que venia del futur alternatiu. És més com el seu pare, malcarat i orgullós, i, com en Goten, molt poderós des de molt petit.

### Trancs del futur
És un personatge que arriba del futur amb l'arribada del Dr. Gero i dels seus androides A-16,A-17 i A-18.

### Tsufurujin
En l'anime de Bola de Drac, els tsufurujin són una raça extraterrestre d'aspecte humanoide que vivia al Planeta Vegeta juntament amb els guerrers de l'espai. Més baixets i molt més intel·ligents i nombrosos que aquests, vivien en grans ciutats dotades d'avançada tecnologia, mentre que els guerrers de l'espai vivien en coves.
Algunes versions diuen que l'espurna que va començar la guerra entre ambdues races va ser que dos guerrers de l'espai es varen internar en ciutats tsufurujins, d'altres diuen que els tsufurujins tractaven als guerrers de l'espai com a esclaus i que aquests es varen rebel·lar. El cas és que va esclatar la guerra, en la qual el factor més determinant va ser que aquests éssers es varen haver d'enfrontar al superguerrer de l'espai, encara que en coincidir en aquells dies la lluna plena, els guerrers de l'espai ja tenien la batalla pràcticament guanyada gràcies a la transformació en goril·la.
Es coneixen dos personatges d'aquesta raça que hagin aconseguit sobreviure: el Doctor Mu i el Doctor Raichi. Un altre éssers que també es considera d'aquesta raça és en Baby que va ser creat pel Doctor Mu.

### Txaos
És l'acompanyant d'en Ten Shin Han, amb qui havia entrenat sota les ordres del mestre grua (rival d'en Muten Roixi). És telèpata i aprofita els seus poders mentals per a lluitar. Va ser doblat al català per Lluís Marrasé i Marcel Navarro.

## U

### Ulong
És un porquet que es pot transformar en qualsevol cosa. Està lliurement basat en el personatge Zhu Bajie de Viatge a l'Oest.

### Upà
És el petit indi que acompanya en Goku en una part de la sèrie Bola de Drac. El petit indi ajuda a Goku a trobar les boles de drac per ressuscitar el seu pare, en Bora, que havia mort aniquilat per en Tao Pai Pai. Upà és un membre de la tribu d'indis que vigilen la Torre Sagrada. Participa en un dels combats del temple de Baba la Vident i derrota el dimoni amb el seu alè d'all.

## V

### Vegeta (també anomenat Vegita)
És l'orgullós guerrer que tant odia a en Goku és el príncep de la pràcticament extinta raça dels guerrers de l'espai, i va sobreviure gràcies a la pietat d'en Frízer. Durant molts anys es va dedicar a conquerir planetes venent-los al mateix Frízer fins que arribà a la Terra i va conèixer a en Goku. Des de llavors cada cop que ha aparegut a la pantalla, se'ns ha presentat un Vegeta més bo i amable cap als altres (excepte quan el va posseir Babidi). Ha lluitat sempre contra els enemics d'en Goku, però no amb gaire èxit ja que sempre acabava derrotat i humiliat per un Goku que el supera. Tot i passar-se a la banda dels "bons", conserva el seu mal caràcter. Es casa amb la Bulma i té un fill, en Trancs, més tard té una filla que es diu Bra. Per a aquells que han seguit Bola de Drac a TV3, afegir que la veu d'aquest personatge en català correspon a Joan Sanz Bartra, que l'ha doblat de manera ininterrompuda durant els gairebé deu anys que ha estat en antena aquesta emblemàtica sèrie, i també a Bola de Drac Z Kai, doblada i emesa el 2011.

### Vegeta Júnior
És un rebesnet d'en Vegeta, que apareix al final de la sèrie de dibuixos animats Bola de Drac GT. Lluita contra el rebesnet d'en Goku, en Goku Júnior. Cal destacar que hi ha certs dubtes pel que fa a la seva procedència: podria ser descendent d'en Trancs o la Bra, ja que no hi ha cap moment de la sèrie que ho aclareixi. És capaç de transformar-se en superguerrer. La seva mare s'assembla molt a la Bulma.

### Vegeku
En l'univers fictici de Bola de Drac, en Vegeku (de Vegeta i Goku, originalment en japonès ベジット, Vegetto) és el resultat de la fusió entre en Goku i en Vegeta mitjançant els Pohtala. Aquesta fusió havia d'haver estat permanent com la d'en Kaioshin i en Kibito però en entrar en Buu es varen separar màgicament. Aquest tipus de fusió només apareix per lluitar contra en Buu.

### Videl
La seva veu en la versió catalana és doblada per Eva Lluch i per Rosa Guillén (subst.). La Vídel és la filla del Sr. Satan. El seu nom és un anagrama de devil, dimoni en anglès, joc de paraules amb el nom del seu pare, Satan. Com son pare, Vídel s'entrena en les arts marcials, i arriba a superar-lo en nivell de força. Fa ús de les seves habilitats per combatre el crim a la ciutat, i quan en Son Gohan apareix com a Gran Saiyaman, s'adona aviat de la seva identitat. Fa servir el coneixement d'aquest secret per obligar-lo que li ensenyi a volar. Un cop en Buu ha estat completament derrotat, Vídel i Gohan s'acaben casant i tenen una filla anomenada Pan. Quan posteriorment els dos continuen combatent el crim, Vídel fa de Gran Saiyaman 2.

## X

### Xixi
És la dona d'en Goku. Quan va nàixer el seu primer fill Son Gohan, la Xixi sempre volia que estudiés molt però en morir Goku, Son Gohan va anar a parar en mans d'en Cor Petit Jr, el qual va entrenar-lo i el va fer tornar un nen molt fort i valent. Més endavant, en la saga del Monstre Buu hi haurà una noia que es dirà Videl, es casarà amb en Son Gohan i tindran una filla.

## Y

### Yajirobai
En Yajirobai apareix com un home dels boscos amb una gana insaciable. Apareix per primera vegada després que en Goku es mengi el seu peix gegant quan aquest havia estat derrotar per en Tambourine i s'hi enfronta. Llavors, arriba en Cymbal buscant la bola de drac de l'home dels boscos però aquest el talla per la meitat, matant-lo. Llavors el cuina i se'l menja.

### Monstre Buyon
És un monstre molt gras. És on Goku és enviat, al cinquè nivell de la torre de l'Exèrcit de la Cinta Vermella. Al principi sembla que sigui impossible derrotar-lo, però finalment en Goku té una idea: llança un Kamehame a la paret i deixa entrar el fred exterior (fa molt de fred, és nevat), fins que el Monstre Buyon es congela totalment. Llavors en Goku li dona un cop de puny que el fa miques, i avança cap al sisè pis de la torre.

## Z

### Zarbon
És un guerrer que serveix a en Freezer com la seva mà dreta i el seu General de més rang a l'Organització del Comerç Planetari.